# Premi de poesia Maria Mercè Marçal

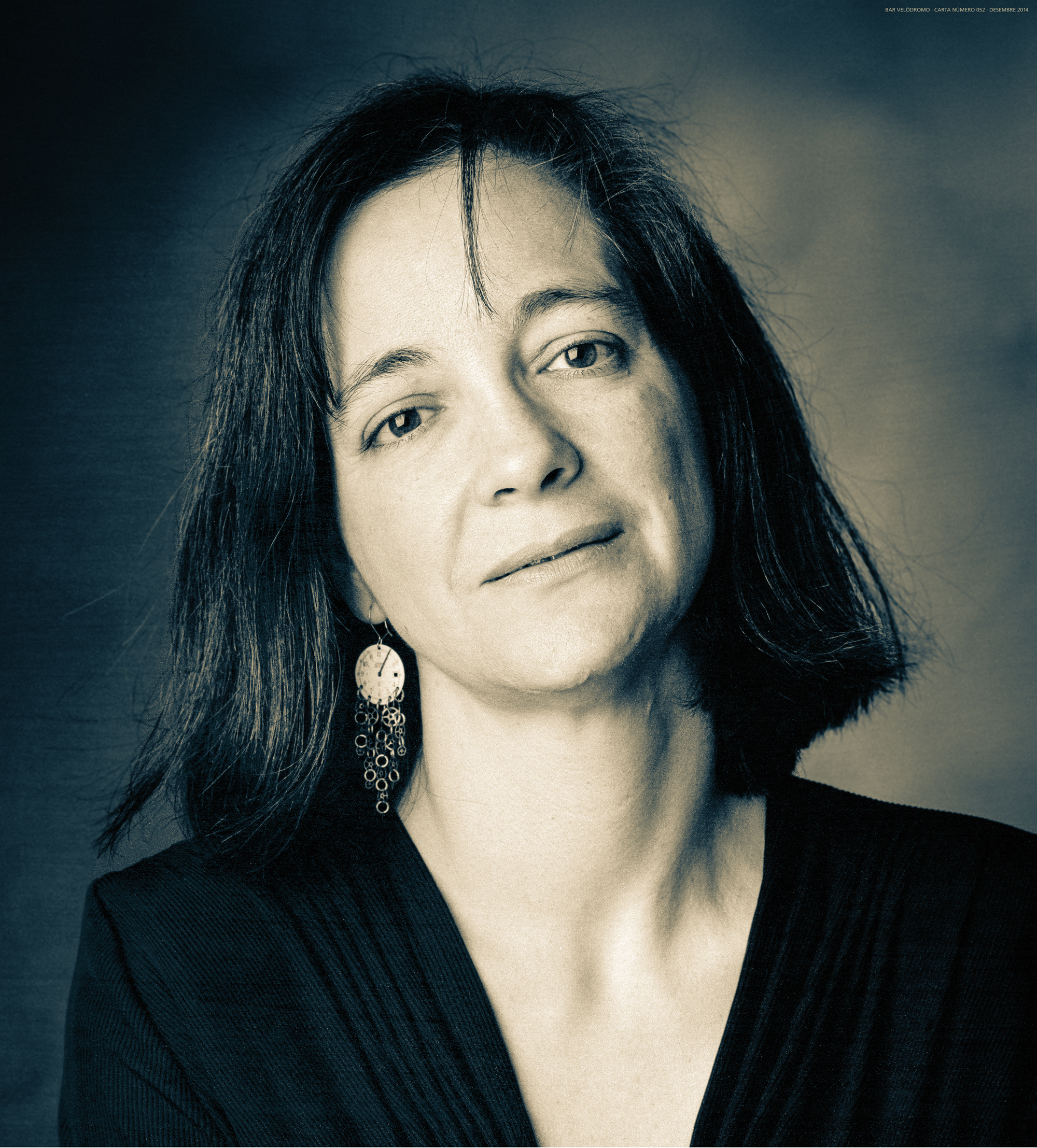
Maria-Mercè Marçal

El premi de poesia Maria Mercè Marçal és un premi literari en llengua catalana convocat anualment pel Consell Comarcal del Pla d'Urgell des de l'any 1999, creat al cap de pocs mesos de la mort prematura de l'autora Maria Mercè Marçal i Serra. Des del 2025 el premi està dotat amb 5.000 euros (abans era de 3.000 euros) i és un certamen que promou la creació poètica en català amb un jurat «de prestigi». Des del mateix any, el jurat estarà format per Mireia Calafell, Teresa Pascual, Blanca Llum Vidal, Laia Martínez López i Teresa Colom. Fins a la 26a edició (2024), el jurat estava format per Jordi Pàmias, Jaume Pont, Àngels Marzo, Joan Cornudella i Ramon Rubinat.
Des dels seus inicis, només tres autors ponentins han estat guardonats amb el premi: Josep Maria Nogueras el 2008, Xavier Macià el 2009 i Jaume Suau el 2020, que també es convertí en el primer poeta del Pla d'Urgell en guanyar-lo.
Al guardó hi poden optar només obres inèdites, i l'obra premiada és publicada per l'editorial Pagès Editors de Lleida dins de la col·lecció «La Suda».

## Guardonats/des
- 1999 — La vida fosca, Xulio Ricardo Trigo[4]
- 2000 — Opium Spicatum, Lluís Calvo
- 2001 — Els peus de la boira, Antoni Albalat
- 2002 — Cants d'Esblada, Francesc Josep Vélez
- 2003 — El fibló i la festa, Pere Antoni Pons
- 2004 — El viatge, Guillem Troté
- 2005 — Lletres per a un àlbum, Manel Rodríguez-Castelló
- 2006 — Sauló, Amadeu Vidal i Bonafont
- 2007 — Anomena'm nom, Mireia Vidal-Conte
- 2008 — Tots els camins del vespre, Josep Maria Nogueras
- 2009 — Matèria elemental, Xavier Macià i Costa
- 2010 — L'espiga del buit, Miquel Bezares
- 2011 — El mal de la ubiqüitat, Ferran Escoda
- 2012 — Per un nus a la gola, Juan Carlos Elijas
- 2013 — El llançador d'espases, Eduard Sanahuja
- 2014 — La set intacta, Ramon Guillem Alapont
- 2015 — A dalt més alt, Carles Dachs
- 2016 — El mapa de l'infinit, Joan Perelló Ginard
- 2017 — L'usurpador, Àngels Moreno Gutiérrez[5]
- 2018 — L'endemà de totes les fosques, Josep Manel Vidal[6]
- 2019 — Ingravideses, Consol Martínez Bella[7]
- 2020 — Ulls de cugula, Jaume Suau i Castro[8]
- 2021 — Llibre dels somnis, Josep Ballester i Roca[9]
- 2022 — La longitud de l'aire, Miquel Trilla
- 2023 — Atles temporal, Imma López Pavia
- 2024 — Les hores ferides, Ricard Garcia